# Staatliche Philharmonie Bischkek
Die Staatliche Philharmonie Bischkek Toktogul Satylganow ist eine Philharmonie in Bischkek, der Hauptstadt Kirgisistans. Sie ist nach dem Akyn Toktogul Satylganow benannt.

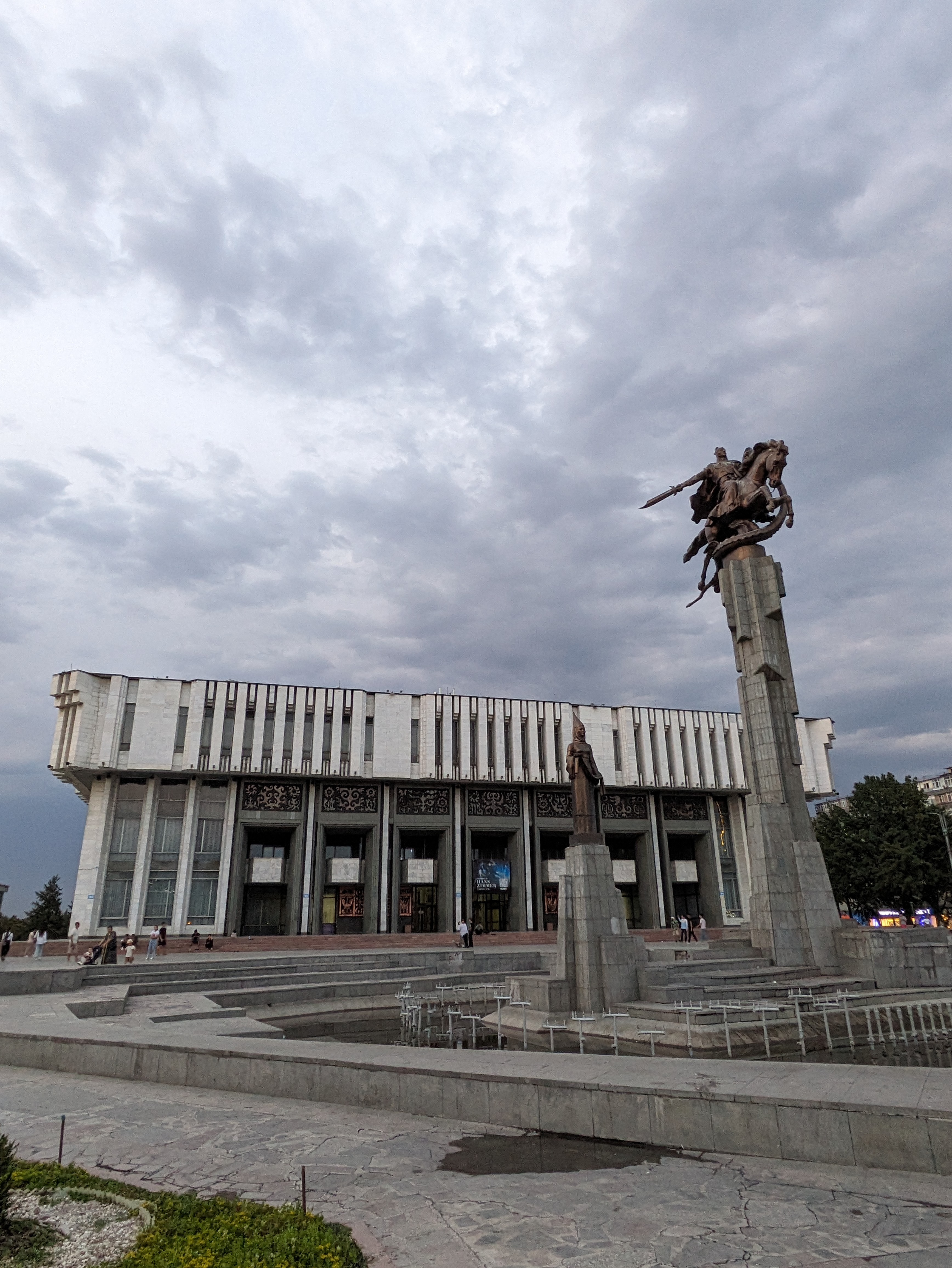

## Geschichte
Die Philharmonie wurde am 7. Oktober 1936 gegründet.

## Gebäude
Das Gebäude liegt im Zentrum Bischkeks am Tschüi-Prospekt. Vor dem Museum befindet sich ein Platz, in dessen Mitte eine Manas-Statue steht. Die Statue ist umgeben von weiteren Statuen, die seine Weggefährten sowie berühmte Manastschi darstellen. Das Gebäude selbst ist weiß gehalten und wurde unter Herrschaft der Sowjetunion gebaut. Sein Hauptsaal fasst 1108 Personen.
Das Gebäude ist denkmalgeschützt.